# Нгуен, Там
Там Нгуен Гоф (англ. Tham Nguyen Gough; род. 15 сентября 1996) — ирландская тяжелоатлетка вьетнамского происхождения, бронзовый призёр чемпионата Европы 2024 годов.

## Биография
Там родилась 15 сентября 1996 года во Вьетнаме в семье Лай и Туи Нгуен. В 2003 году вся семья иммигрировала в Ирландию. Она и ее отец приехали первыми, затем, через год, на остров прилетели её брат и мать. Сначала они жили в Белтурбете, затем в Сантри, после поселились в Клэрхолле. Жизнь семьи была тяжелой, иногда не могли позволить себе даже потратиться на еду.
Интерес отца Нгуен к спорту заставил Там и её брата заняться спортивной карьерой, сначала ирландскими танцами. В 2012 году её родители открыли ресторан китайской кухни навынос. С шестнадцати лет Там постоянно находилась в спортзале, занималась кроссфитом. Тренер заметил её результаты и посоветовал попробовать себя в тяжёлой атлетике.

## Карьера
В 2015 году Нгуен прошла квалификацию на чемпионат Европы по тяжелой атлетике среди юниоров и до 23 лет, выступила в категории до 53 кг и стала первой женщиной, представляющей Ирландию на соревнованиях. Она финишировала восьмой в общем зачете. В том же году участвовала в чемпионате мира по тяжелой атлетике, став первой ирландской тяжелоатлеткой, выступившей на столь крупном турнире. В Хьюстоне она заняла 35-е место в весовой категории до 48 кг.
В следующем 2016 году Нгуен участвовала на чемпионате Европы по тяжелой атлетике, заняв 21-е место в категории до 53 кг. Затем приняла участие в юниорском чемпионате мира по тяжелой атлетике 2016 года, где заняла 15-е место в той же категории.
В 2021 году Там, увидев своего брата Ната на церемонии открытия летних Олимпийских игр 2020 года в Токио, вспомнила о поставленной перед собой цели и вернулась к тренировкам.
В Ереване, на чемпионате Европы 2023 года в категории до 49 кг завоевала малую бронзовую медаль в упражнении толчок с результатом 98 кг. По сумме двух упражнений стала пятой.
В Саудовской Аравии, где состоялся Чемпионат мира по тяжёлой атлетике 2023 года, ирландская спортсменка стала 19-й с результатом 172 кг.
В феврале 2024 года на чемпионате Европы в Софии Там завоевала бронзовую медаль по сумме двух упражнений с результатом 169 кг. В упражнении толчок она также стала третьей.

## Достижения
Чемпионат Европы
| Результат | Вес      | Год  | Место соревнований | Рывок | Толчок | Общий вес |
| Бронза    | до 49 кг | 2024 | София, Болгария    | 74,0  | 95,0   | 169,0     |